# Trichoglottis cuneilabris
Trichoglottis cuneilabris är en orkidéart som beskrevs av Cedric Errol Carr. Trichoglottis cuneilabris ingår i släktet Trichoglottis och familjen orkidéer. Inga underarter finns listade i Catalogue of Life.